# Маттіас Браун
Маттіас Бернард Браун (іноді Матіаш Бернард Браун; нім. Matthias Bernard Braun, чеськ. Matyáš Bernard Braun; 24 лютого 1684, Заутенс поблизу Інсбрука, Австрія — 15 лютого 1738, Прага) — видатний скульптор доби бароко в Центральній Європі, найкращий представник бароко Праги, австрієць за походженням.

## Життєпис

### Походження і навчання
Маттіас Бернард був сином коваля Якуба Брауна, п'ятою дитиною в родині, що мала дев'ять дітей. У родині молодший брат Домінік став художником, а скульптором теж став небіж (племінник) Антонін Браун.
Завдяки втручанню монахів-цистеріанців у Стамсі здійснив освітню подорож в Італію, де опанував мистецтво скульптора. Великий вплив на Матіаша мали твори Лоренцо Берніні (1598—1680) та італійських майстрів декоративної скульптури з Болоньї та Венеції.

### Знайомство в Італії
Дослідники Чехії стверджують, що Браун познайомився з графом Шпорком в Італії у 1704 р. Для 20-річного таланта зустріч стала зірковим часом, бо граф стане головним замовником скульптора.

### Граф Шпорк

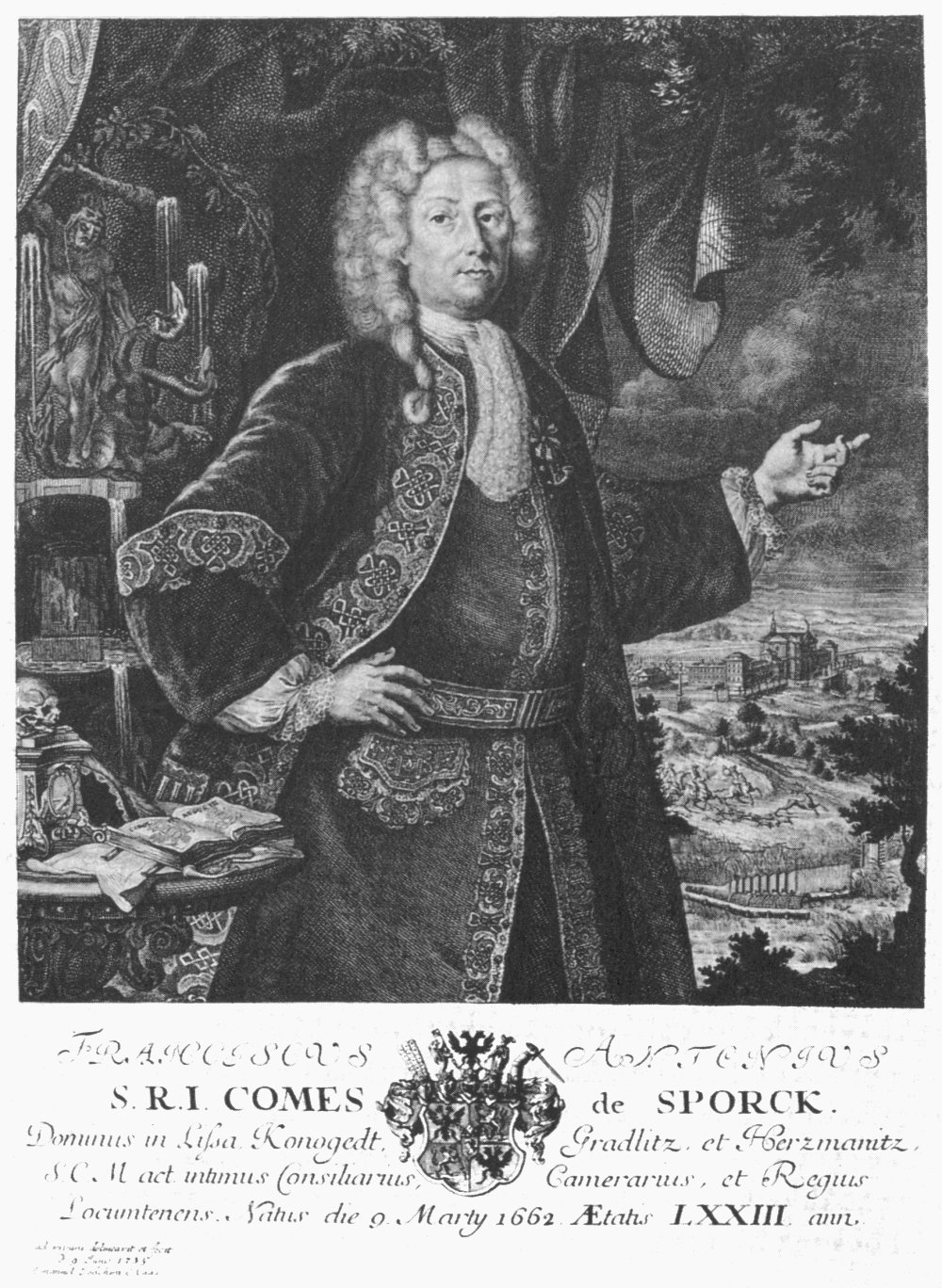
Граф Ян фон Шпорк

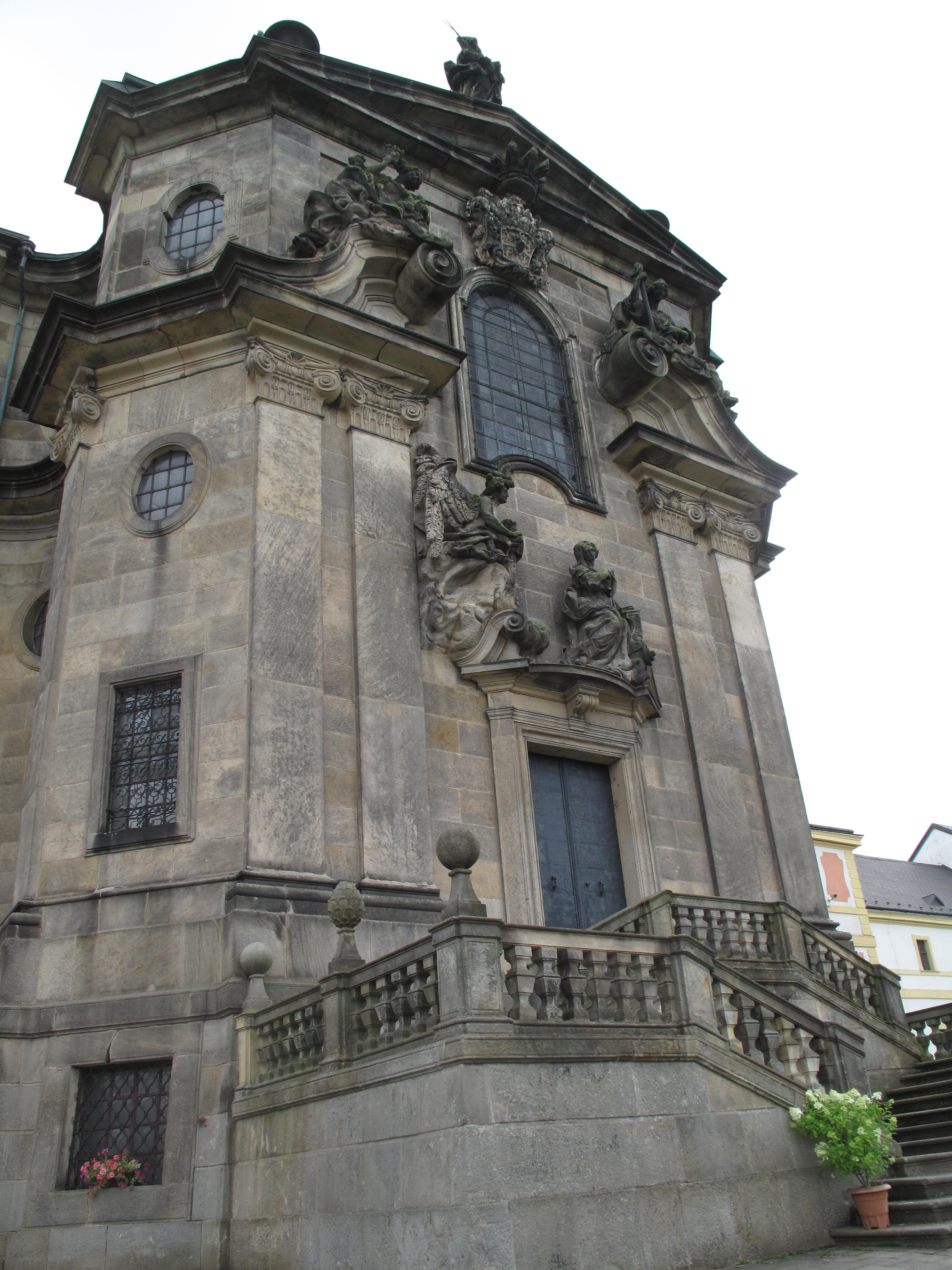
Церква Св. Трійці, шпиталь замку Кукс, скульптура «Благовіщення»

1662 року генерал австрійської кавалерії Йоганн Шпорк придбав у Чехії садибу Кукс. Родина тут не жила. Садиба перейшла у спадок сину Франтішекові Антонінові Шпорку. Високоосвічений граф дізнався про наявність джерел мінеральних вод поблизу садиби і ще 1695 р. і відіслав проби води в Карлів університет Праги. Відповідь була схвальна. І граф вирішив зробити в садибі прибутковий заклад — курорт.

### Замок Кукс і курорт Кукс
Граф Шпорк не шкодував зусиль і грошей. На розбудову курорту пішло майже 20 років. Граф зробив Кукс своєю резиденцією, де побудували палац, іподром, стайню, шпиталь для ветеранів війни з Туреччиною, церкву св. Трійці, театр, курортні будівлі, барокові регулярні сади, шпиталь. Сад бароко — неможливий без скульптур. У нагоді стало і давнє знайомство Шпорка зі скульптором Брауном.

### У Празі

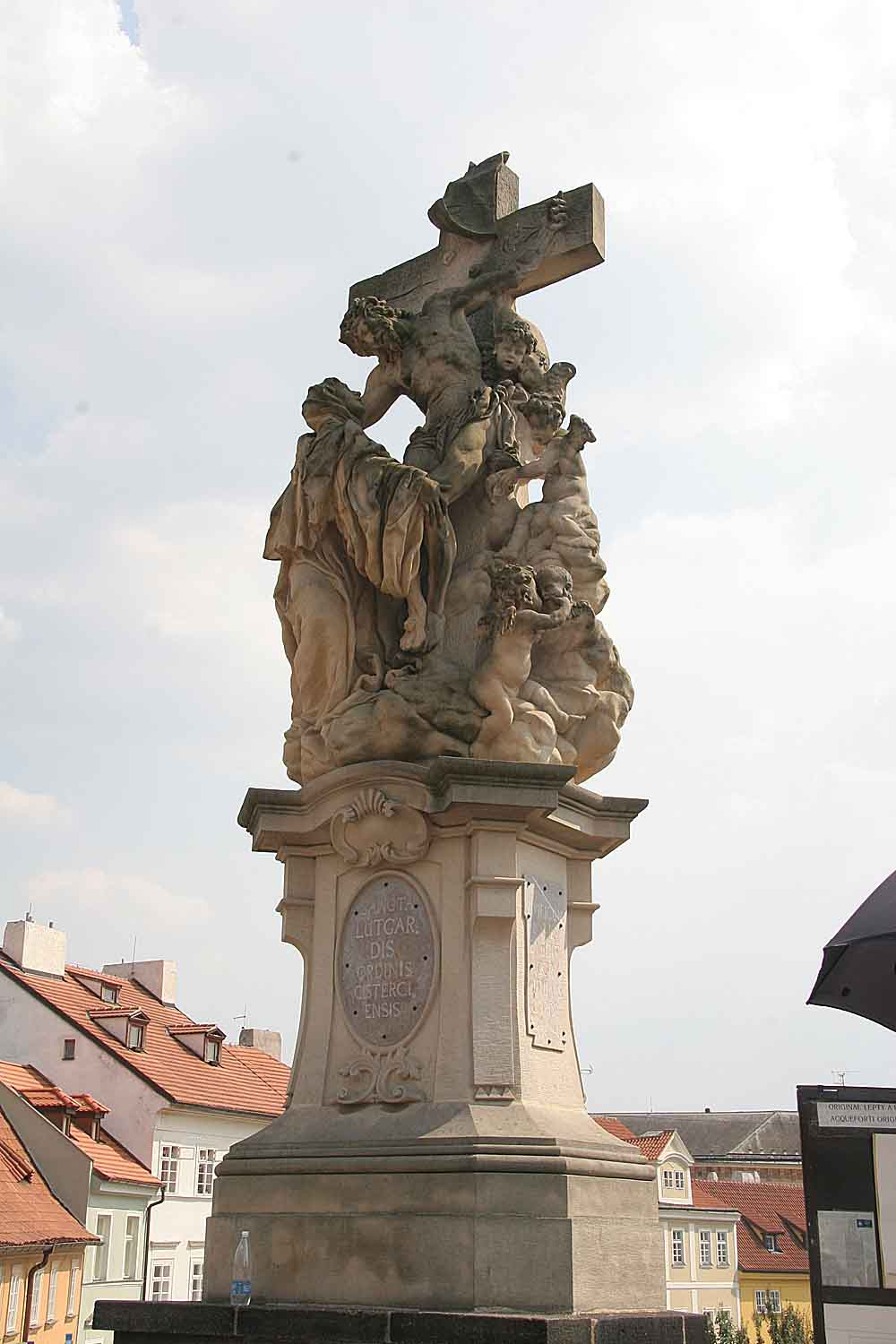
Христос втішає в. Люїтгарту, Карловий міст, Прага

Приблизно з 1710 року — Браун у Празі. Вже перша його робота принесла успіх. Нею стала скульптурна група для Карлового моста «Свята Люїтгарта». Біля розп'яття Христа палко молилася Люітгарта. Теплу і щиру молитву почув Спаситель і, відірвавши руку від хреста, втішив святу. Момент, коли Спаситель поклав руку на плече св. Люїтгарти, і відтворив скульптор.
Успіх дав змогу вступити в цех майстрів Праги. Для Брауна почалося нове життя, у місті він відкрив власну майстерню. Брався до оздоб палаців і парків. Серед його робіт — оздоби терасного Вртбовського саду, може найкращого серед барокових садів Праги. Все це зробило з Брауна майстра вищої кваліфікації.

### Твори в Чехії
- скульптури св. Люїтгарта та св. Іво на Карловому мості;
- оздоби Клам-Галласового палацу в Празі;
- надгробок графа Шлика в соборі св. Віта;
- скульптури в Цитолібах;
- Маріанські колони (стовпи) в Ліберці, курортному, Теплиці;
- декоративна скульптура замку Вельтруси
- скульптури террас на курорті Кукс;
- оздоби Вртбовського саду на Малій Страні в Празі;
- надгробок на могилі дружини Анни.

### Твори для Шпорка

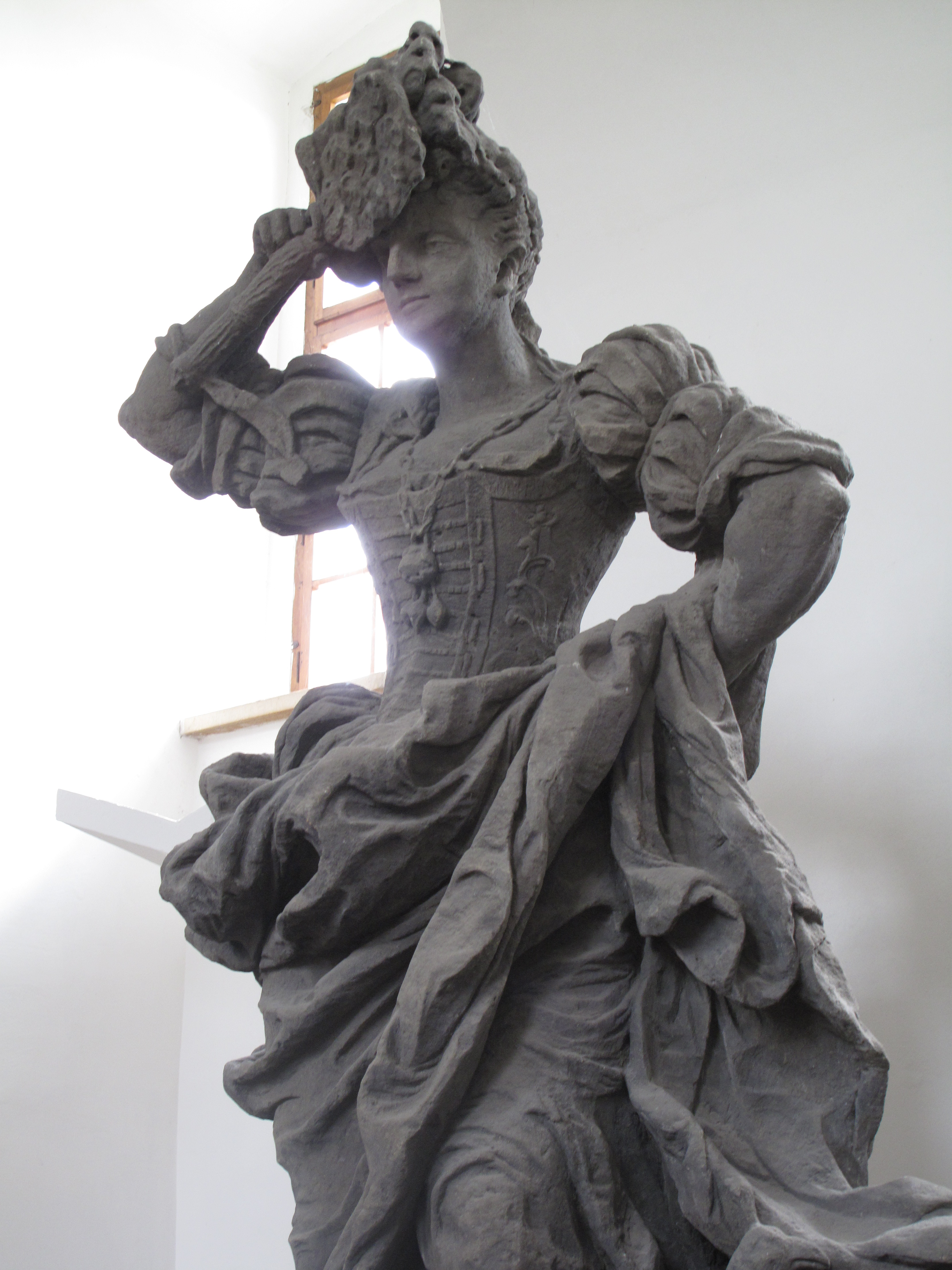
Алегорія Пихи, цикл «Гріхи», замок Кукс

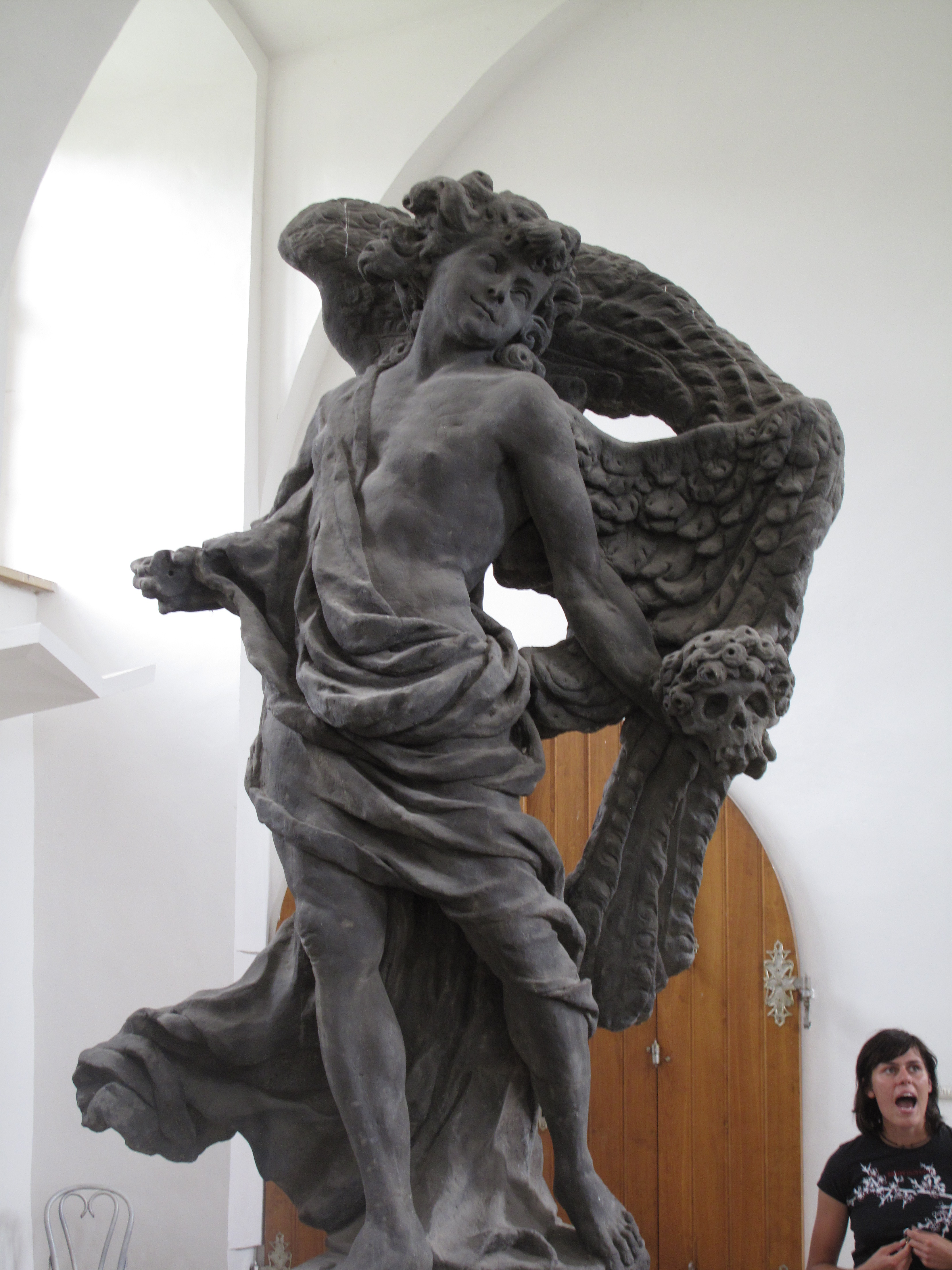
«Янгол Блаженної смерті», замок Кукс

Найбільшої слави Браун зажив, створивши скульптури для терас на курорті Кукс для графа Шпорка. Особливо вдалими були цикли скульптур «Чесноти, або Переваги» і «Гріхи або Вади». До циклу «Чеснот» увійшли алегоричні скульптури Мудрості, Мужності, Справедливості, Щирості, Цнотливості, Щедрості і Наполегливості. «Чесноти» починалися Янголом Блаженної смерті.
Цикл «Гріхів» має Гордість, Скупість, Гнів, Ледачість, Відчай, Заздрість, Розпусту, Ненажерливість, Легковажність, Наклеп. Обидва цикли розділені майданчиком перед церквою Святої Трійці. Розкішний портал барокової церкви прикрашений скульптурною групою «Благовіщення».
Всі скульптури більші за зріст людини і створені з місцевого каменю. Їх встановили на кам'яний паркан обличчями в долину річки Лаба та дерев'яного колись палацу графа Шпорка. Від колишнього помешкання збереглися кам'яні сходи, бічні сторони якого перетворені на невеличкі каскади. Вгорі каскади починаються алегоричними скульптурами річок чи джерел води. На жаль, давній ансамбль давно зруйнований, а помешкання Шпорка не існує. Сучасна забудова різномасштабна та ні формою, ні розташуванням не відповідає первісним вимогам колишнього барокового ансамблю.
Скульптури Брауна в Куксі визнали шедеврами доби бароко в Західній Європі. Нині вони перенесені в галерею, а на парканах шпиталю встановлені копії. Скульптури саду бароко біля шпиталю — виконані помічниками майстра та другорядними майстрами. Серед скульптур — виділяється значними мистецькими якостями декоративна фігура фавна на брамі шпиталю — свідчення неабиякої обдарованості скульптора, однаково успішно творившого групу на біблійну тему, декоративну вазу для саду чи зарозумілу алегорію.

### Смерть
Робота скульптора була пов'язана з каменем і пилюкою. Браун хворів легенями. Був інфікований на сухоти (туберкульоз), від якого й помер.

## Посмертна слава

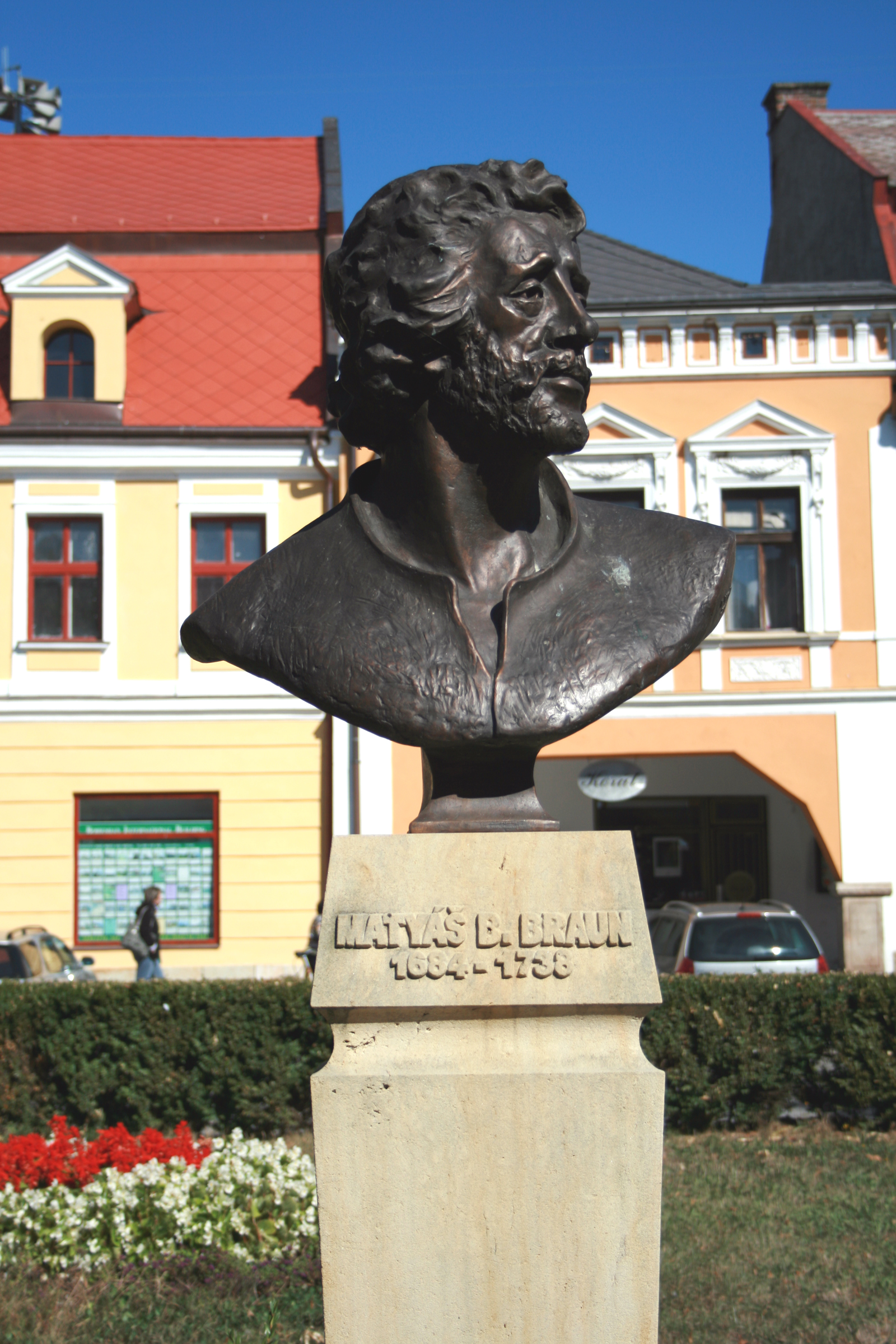
Сучасне погруддя скульптора М. Б. Брауна

Про дивного скульптора знали у Франції. Художник Фернан Леже (1881—1955) спеціально приїздив у Кукс, щоб на власні очі бачити «Чесноти» та «Вади — Гріхи». Прага надрукувала декілька альбомів з творами скульптора. ЮНЕСКО в 1984 році включило шанування скульптора до своїх відзнак. Чехія давала твори Брауна на різні виставки за кордони країни.

## Світлини

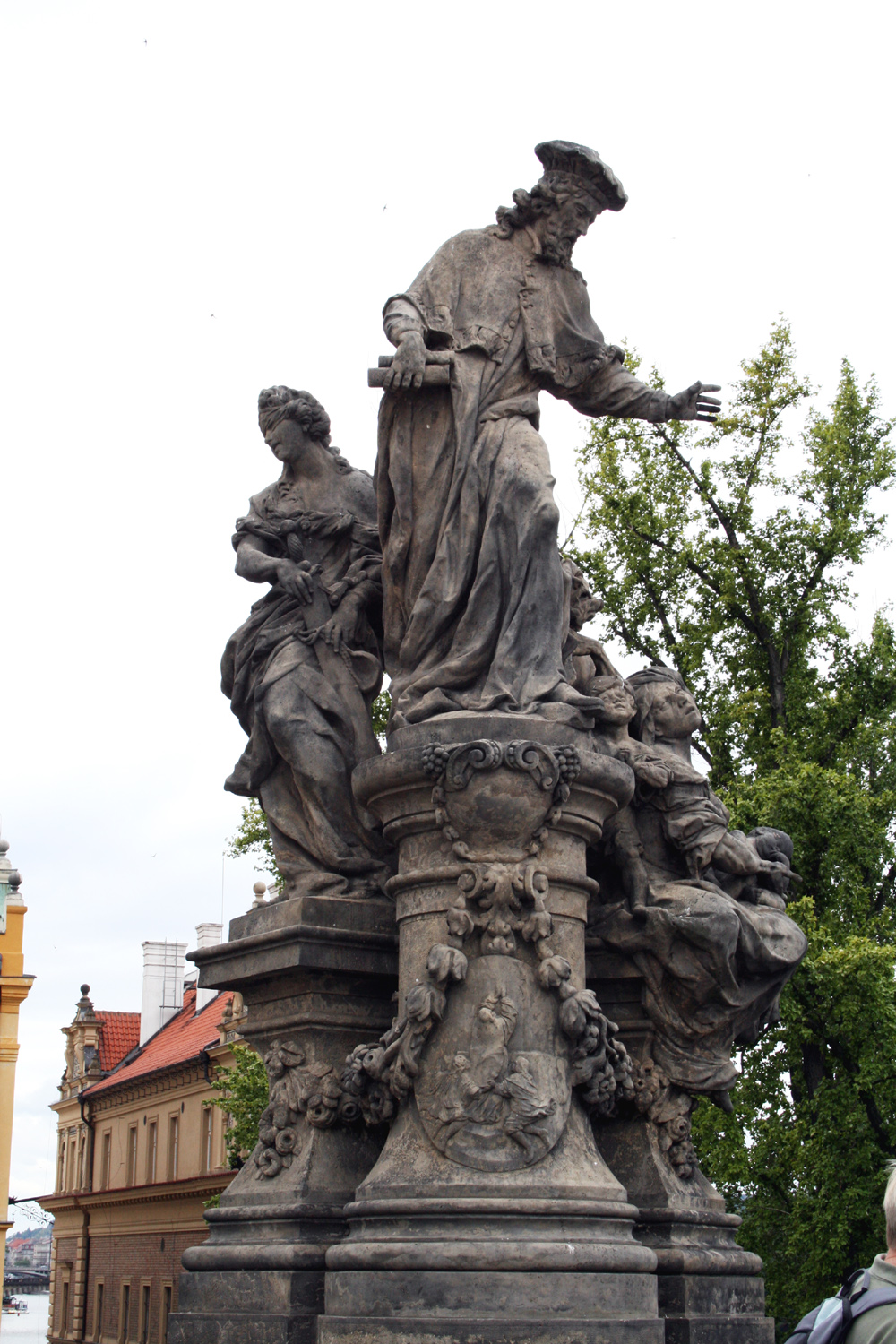
Святий Іво, Карлів міст, Прага
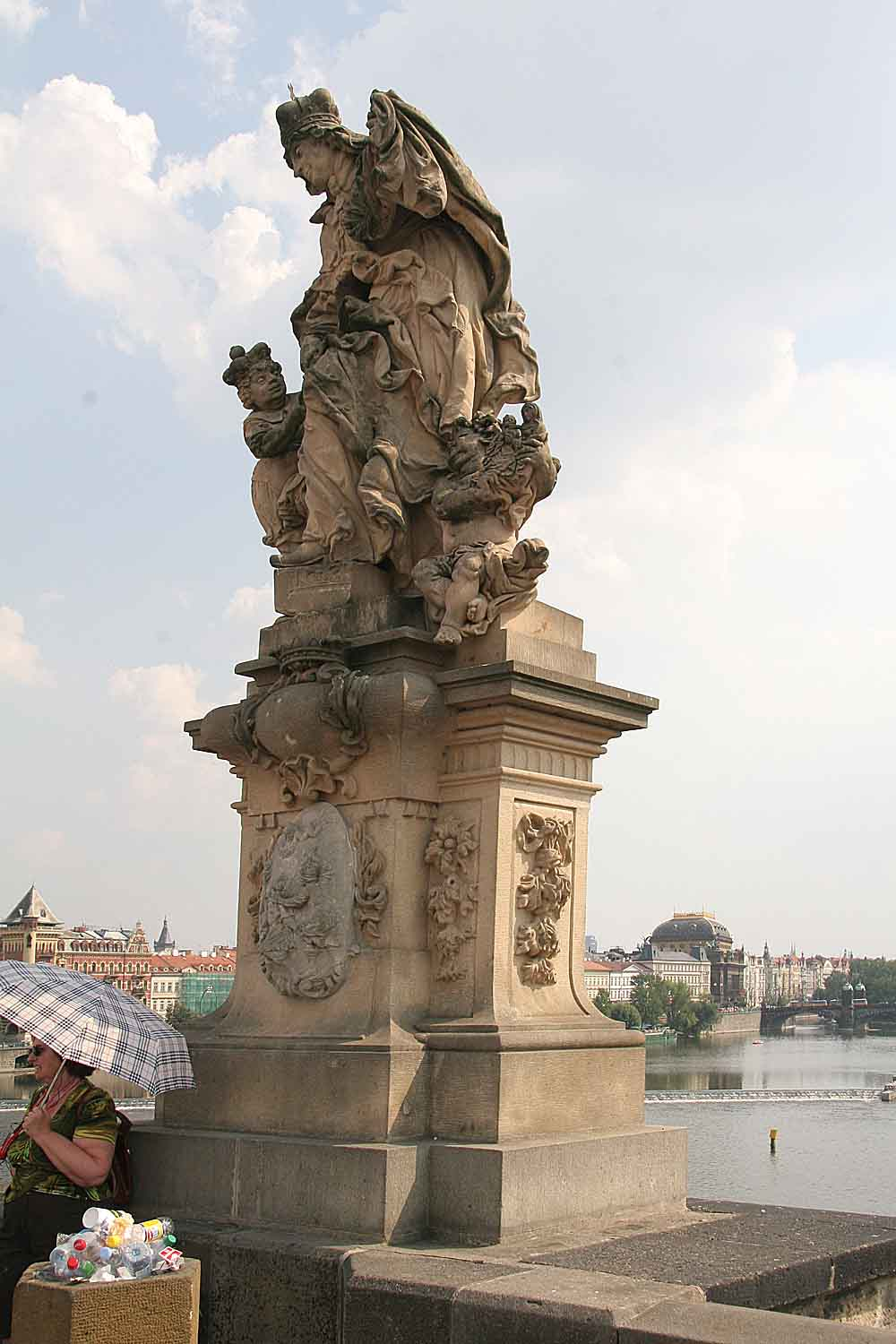
Свята Людмила з малим Вацлавом, Карлів міст (копія)
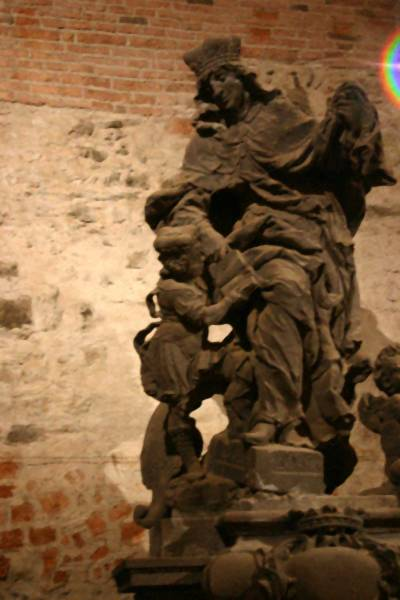
Св. Людмила з малим Вацлавом (1720). Оригінал у казематах Вишеграда.
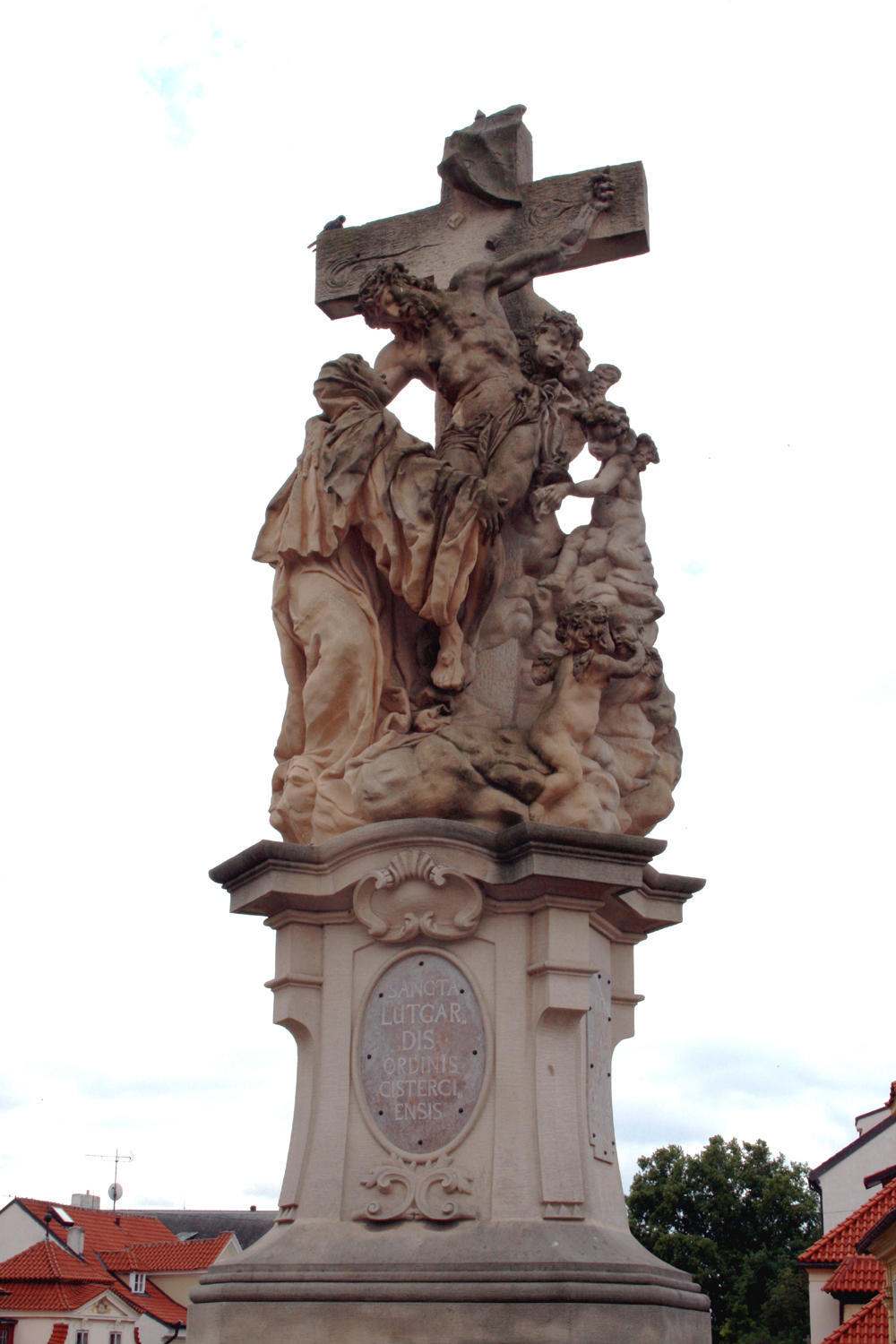
Свята Люїтгарта, Карлів міст
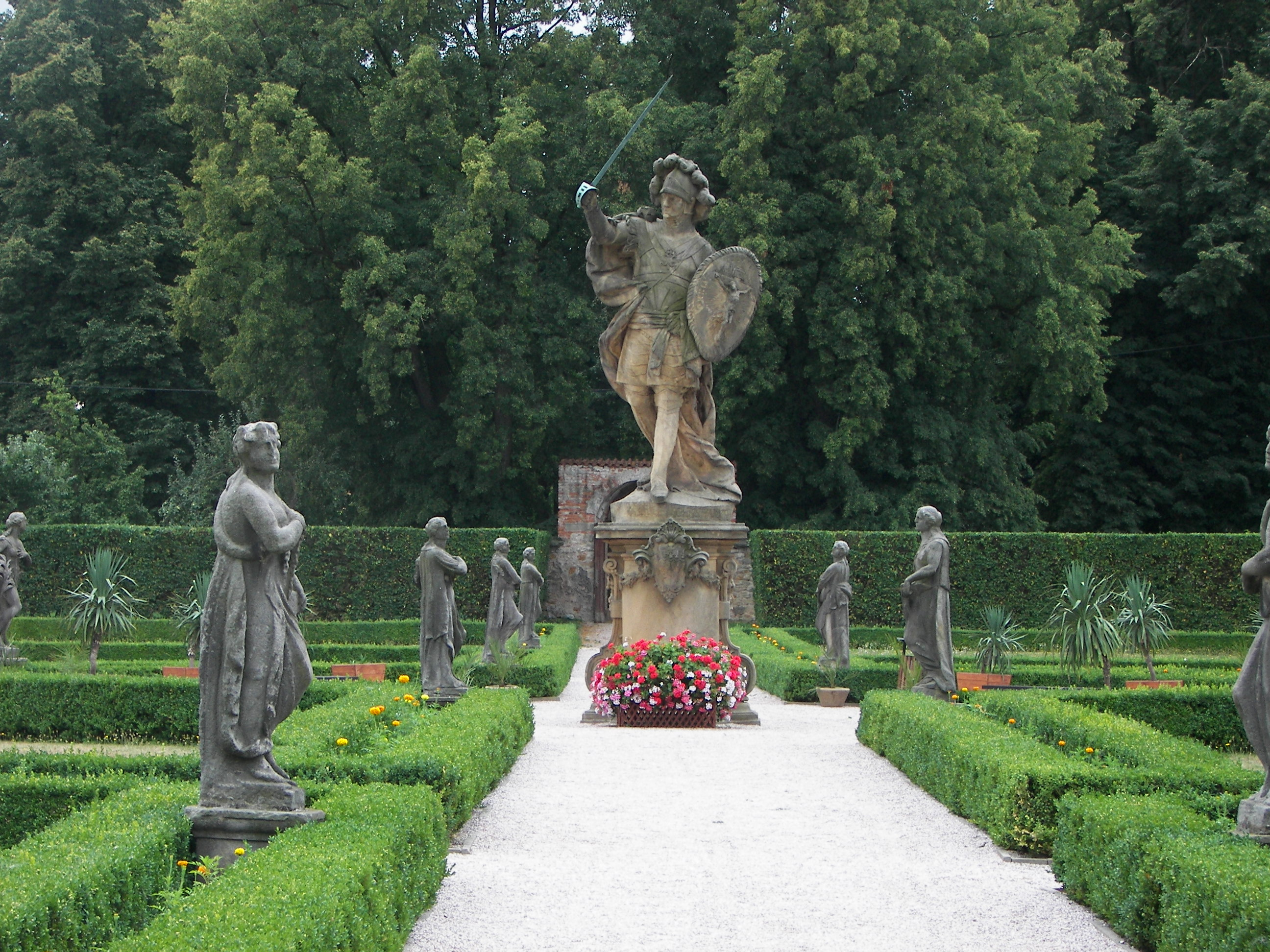
Замок Кукс, великий вояк у бароковому саду лікарні замку
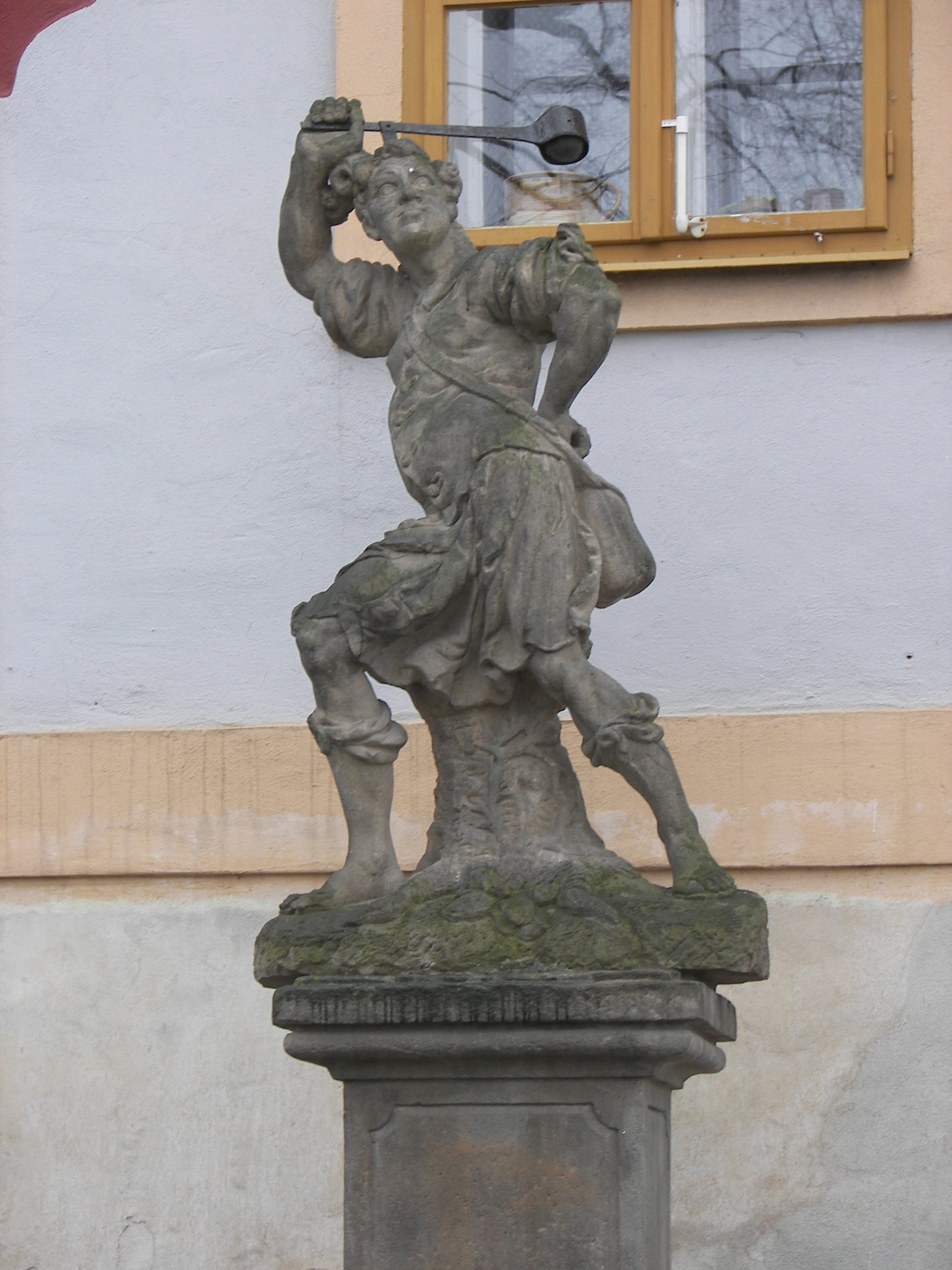
Давид пред Голіафом, замок Кукс.
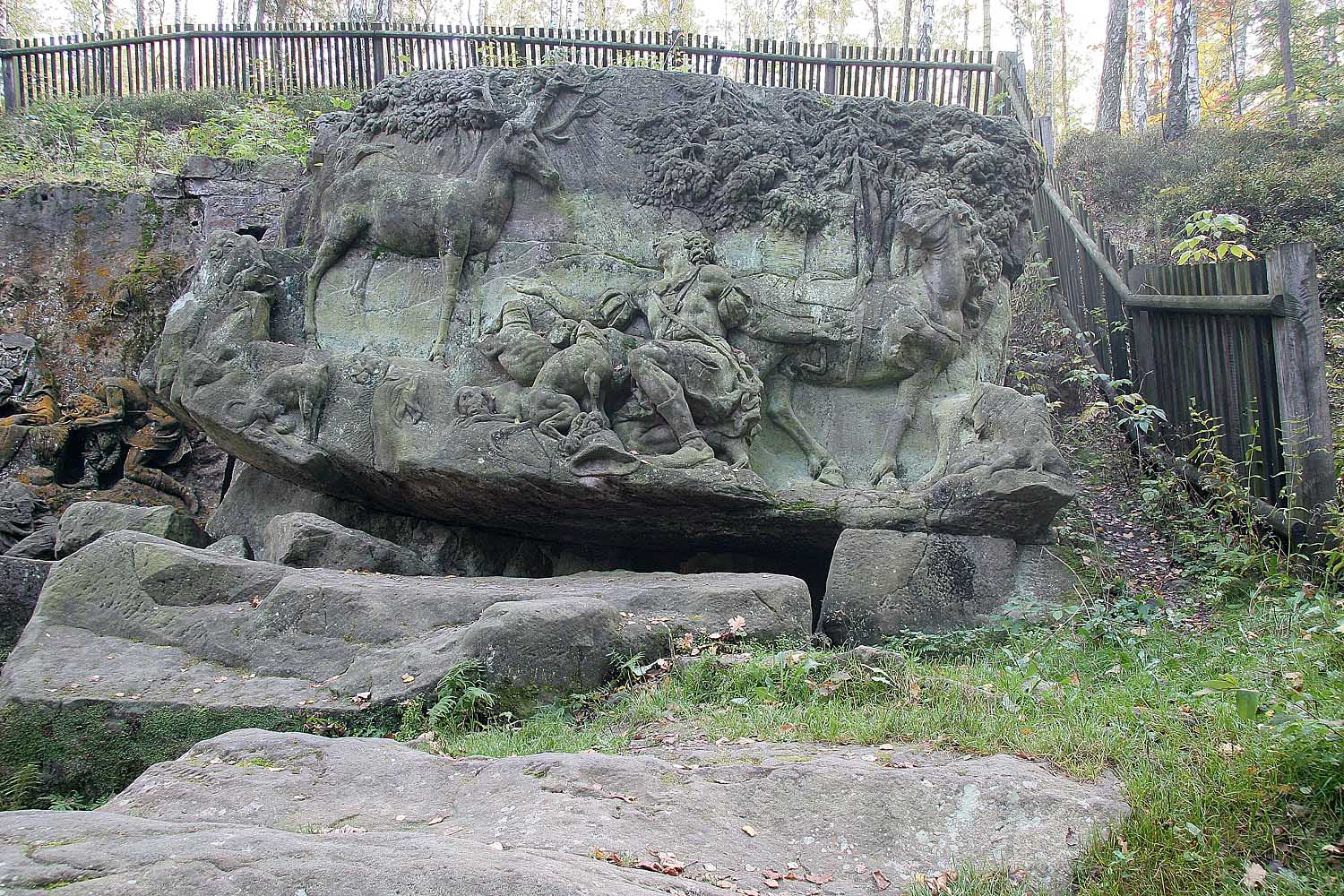
Видіння Св. Губерта в лісі Віфлєєм біля замку Кукс
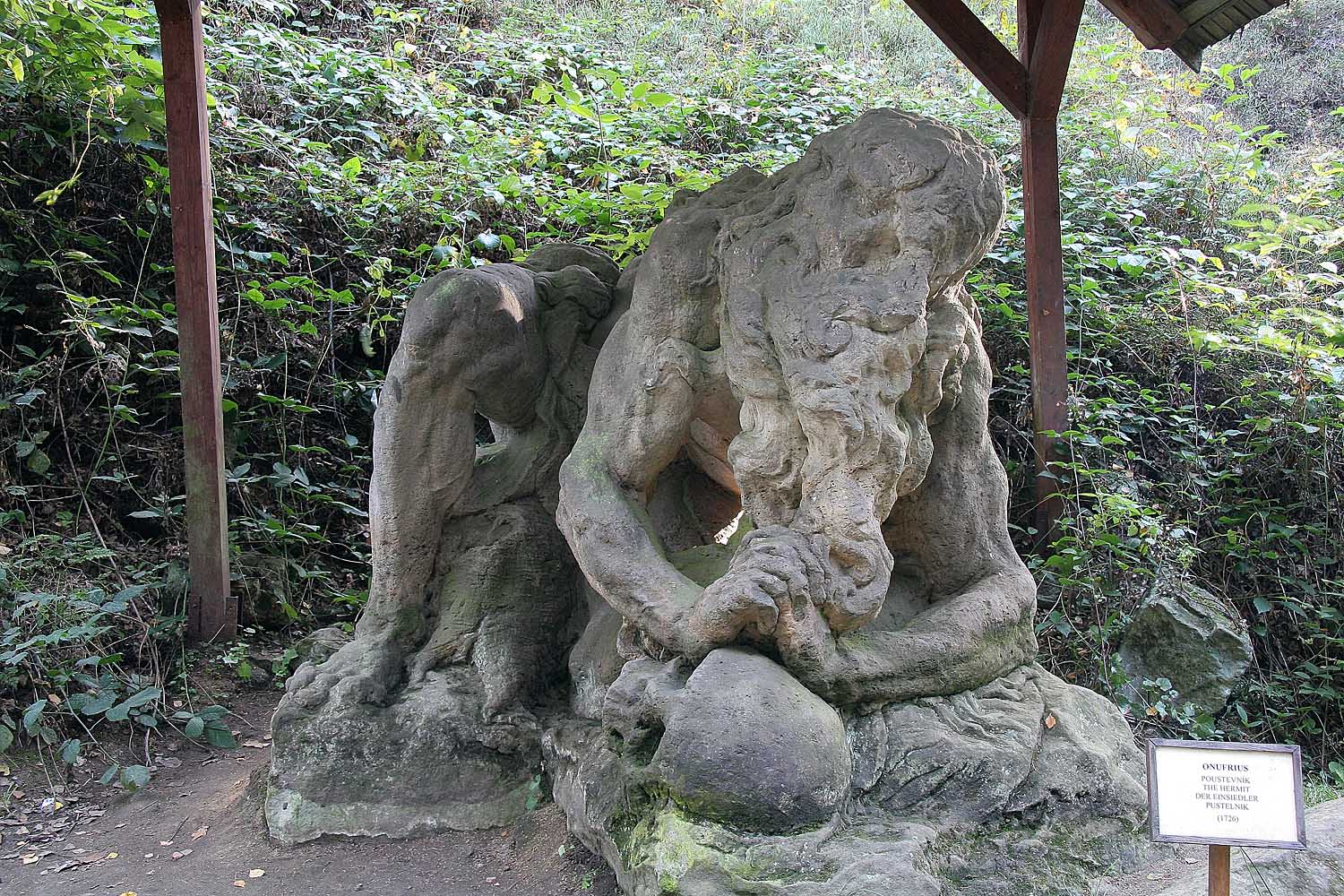
Пустельник Онуфрій у лісі Вифлеєм біля замку Кукс
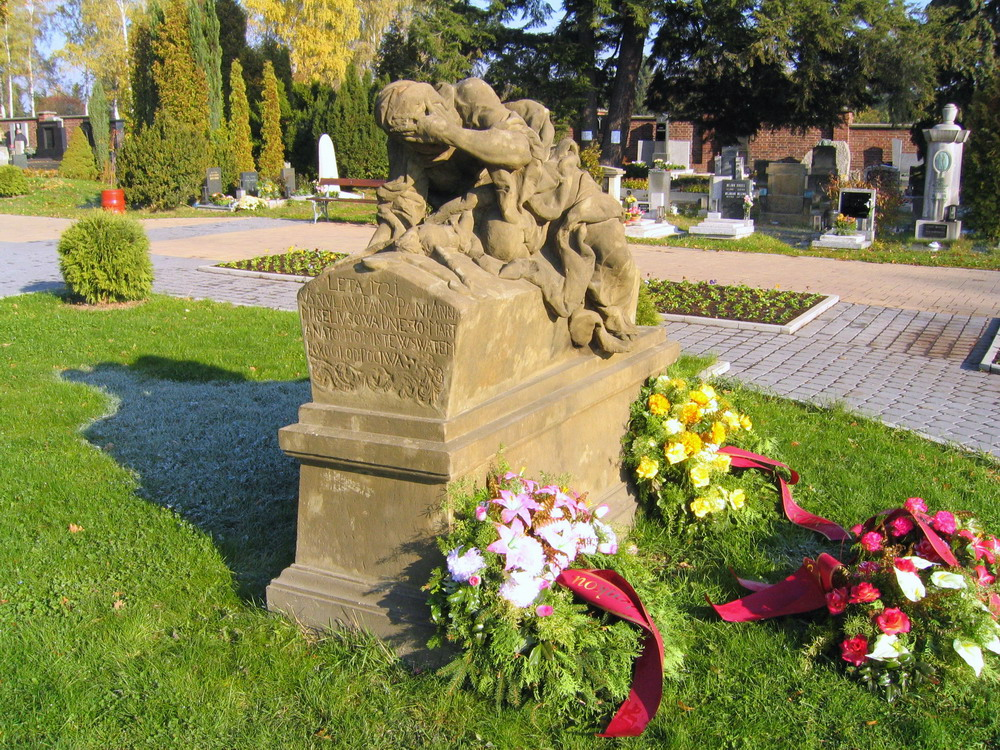
Надгробок дружини Брауна, Анни Мізелюзової (Anna Miseliusová)
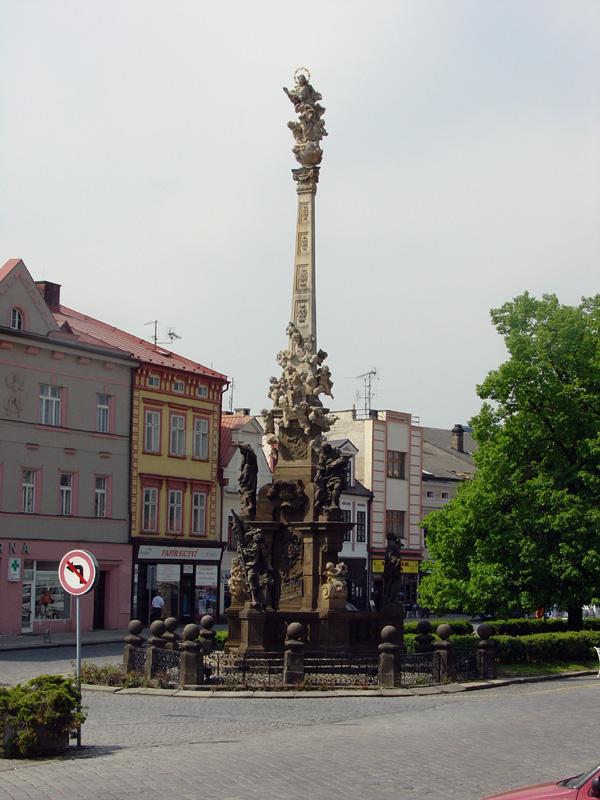
Чумний стовп роботи М.Б.Брауна
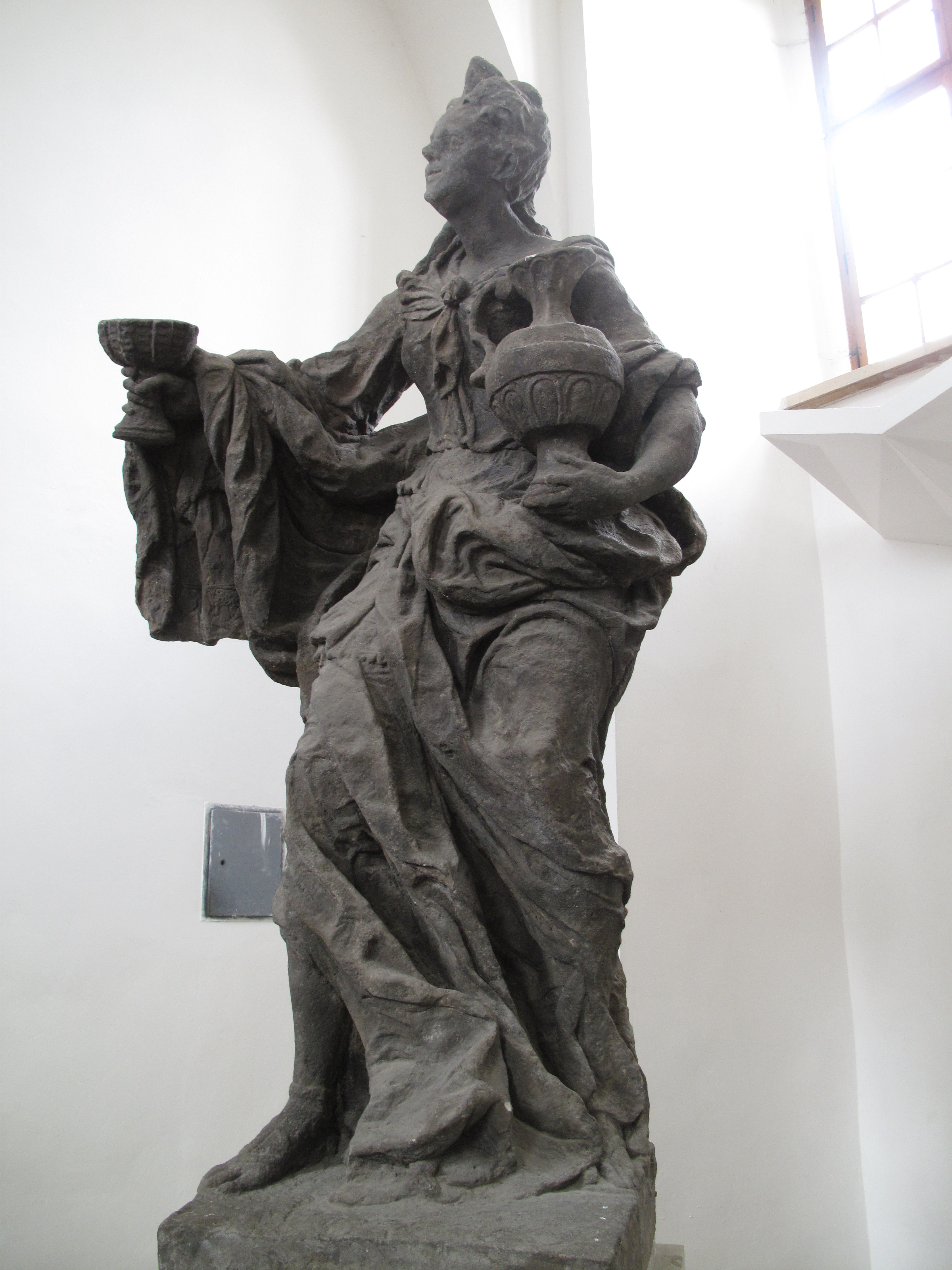
Алегорія Гостинності, цикл «Чесноти»
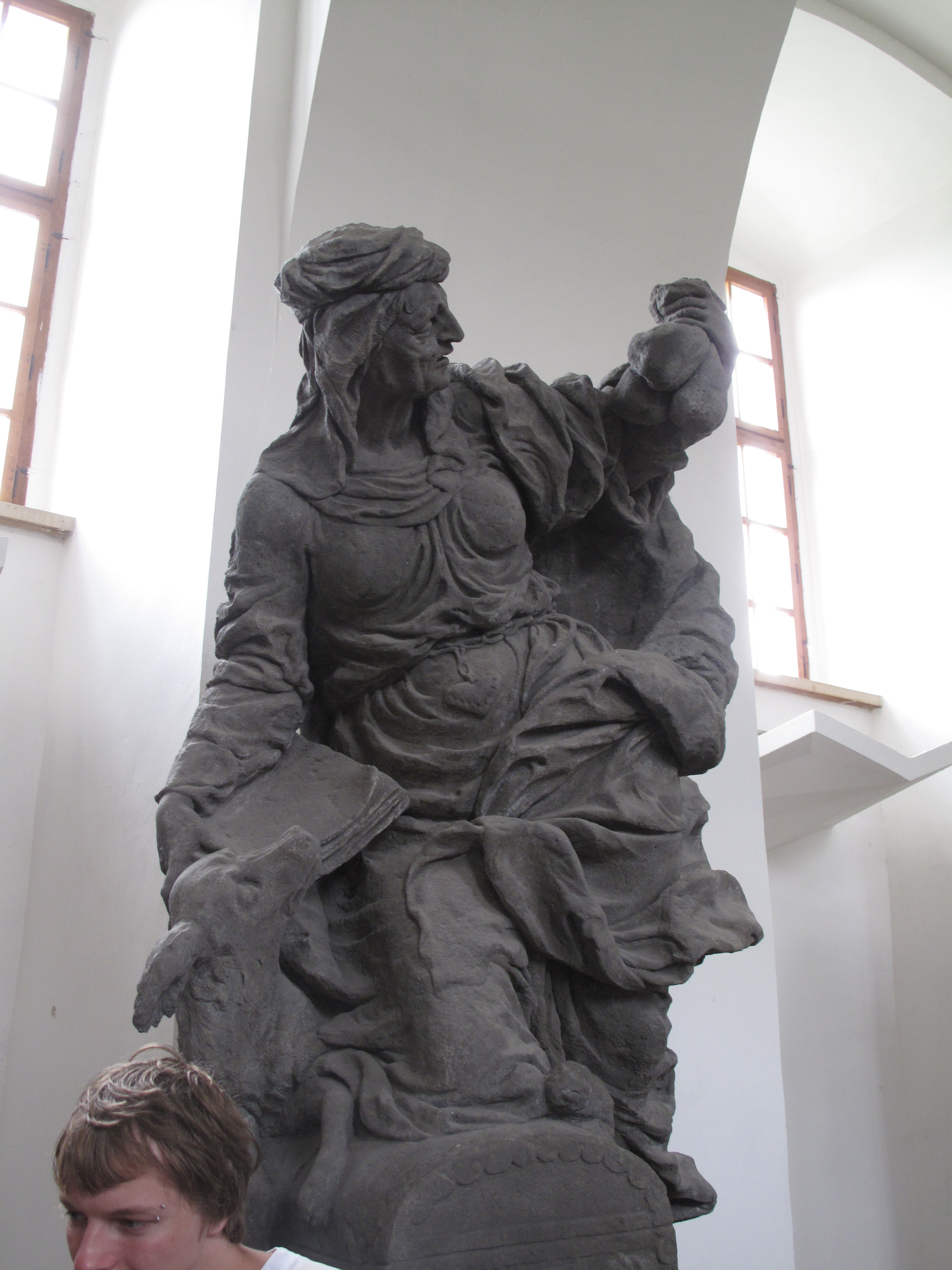
Алегорія Жадібності, цикл «Гріхи»